# 竹昇麺

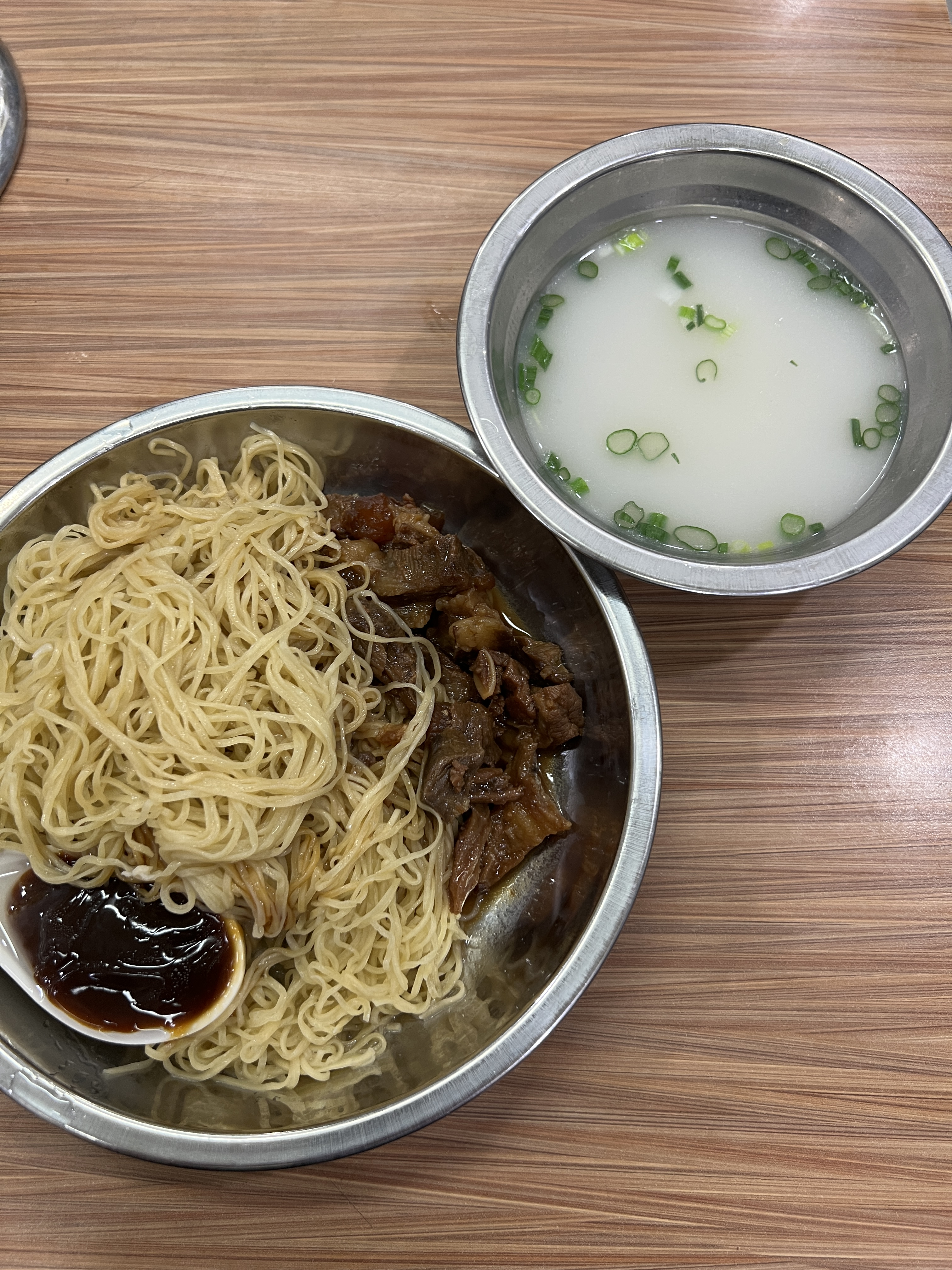
竹昇麺

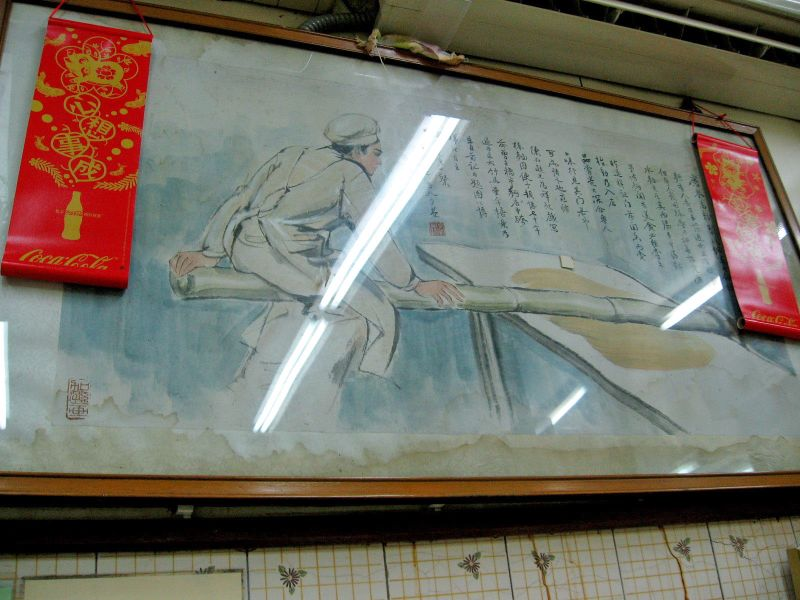
竹昇麺を打っているところを描いた図

竹昇麺（チョッセンミン）は、長く太い竹に跨って体重をかけて麺生地を打った中華麺。

## 概要
清の時代から広東に伝わる製麺法であり、てこの原理を用いて竹を動かして麺を打つ。この製法は、麺生地の密度を高め、麺のコシや歯ごたえを生むのに役立っている。
この技法を踏襲し、製麺を行っている店は珍しくなっている。

## 日本
日本にラーメンが根付いたとされる明治後期から大正時代には、中国から伝わった竹昇麺同様に青竹を用いた製法で麺を製造していた。
機械製麺が普及すると手間のかかる青竹を用いた製は徐々に減っていったが、栃木県佐野市では青竹を用いた麺作りをしているラーメン店が存在する。